# Schweizer Mathematik-Olympiade

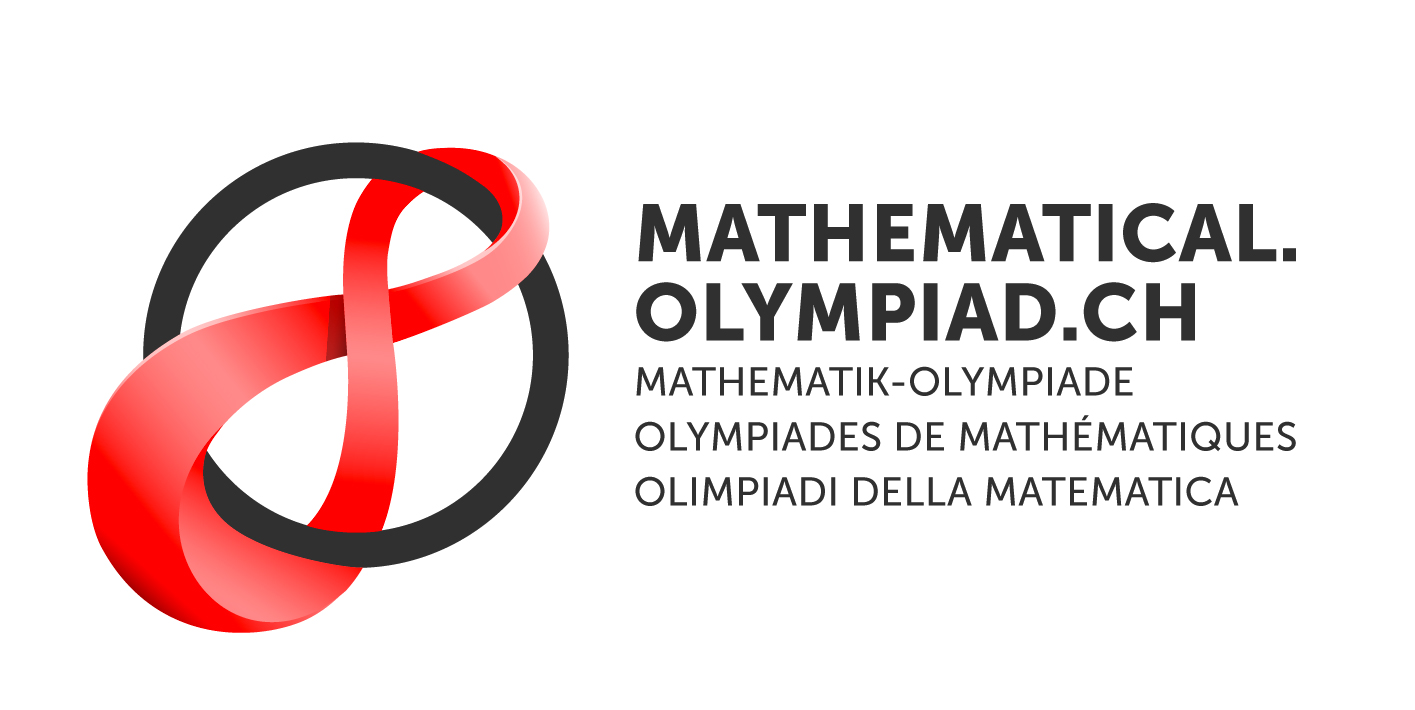
Logo der Mathematik-Olympiade

Die Schweizer Mathematik-Olympiade (kurz SMO oder OSM für franz.: Olympiades Suisses de Mathématiques) ist der Schweizer Schülerwettbewerb im Bereich Mathematik für Schüler unter 20 Jahren, die noch kein Studium angefangen haben. Sie wird seit 2004 jährlich vom Verein imosuisse organisiert und ist in zwei Runden aufgebaut. Der Verein imosuisse stellt sich aus ehemaligen Teilnehmern zusammen. Er ist Mitglied des Dachverbandes Wissenschafts-Olympiade.
In der Vorrunde üben sich die Teilnehmer in vier verschiedenen Themen der Mathematik. Nach der Vorrundenprüfung qualifizieren sich die 25 Besten für das Mathematik-Lager und die Finalrunde. Am SMO-Tag an der ETH Zürich werden die jungen Talente mit Medaillen ausgezeichnet.
Ein sechsköpfiges Team mit den besten Teilnehmern darf an die internationale Mathematik-Olympiade IMO reisen. Die IMO findet seit 1959 statt, die Schweiz nahm 1991 zum ersten Mal teil. Zwei weitere Teams dürfen die Schweiz bei der Mitteleuropäischen Mathematik-Olympiade und der European Girls’ Mathematical Olympiad vertreten.
2017 organisierte der Verein die European Girls Mathematical Olympiad in Zürich, als institutionelle Partner konnten die ETH Zürich und die Universität Zürich gewonnen werden. 2022 organisierte der Verein die Middle European Mathematical Olympiad.